# Piedra rúnica de Vaksala
La piedra rúnica de Vaksala, identificada como U 961 en la Rundata, es una pieza de la Era vikinga localizada en la Parroquia de Vaksala cerca de Upsala, Suecia. La inscripción está clasificada como futhark joven y de estilo Pr4, también conocida como estilo Urnes.

## Descripción
La piedra de Vaksala es una de la cuarentena de piedras rúnicas grabadas por el maestro cantero Öpir, quien firmaba sus obras y fue muy activo entre finales del siglo XI y principios del siglo XII en Uppland. El estilo Urnes se caracteriza por diseños de animales estilizados y delgados entrelazados en un patrón. La cabeza de los animales se presentan siempre de perfil con largos ojos almendrados y los apéndices rizados hacia arriba, así como nariz y cuello.
La inscripción rúnica cita que Ígulfastr erigió la piedra en recuerdo de la viuda e hija del difunto.
Se usó como material de construcción para la muralla del camposanto de la iglesia, como otras tantas piedras que fueron usadas para la construcción de edificios, carreteras y puentes antes de entender su importancia histórica. 
Sobre la etimología de los nombres citados en la inscripción rúnica, Ketilbjôrn significa Oso de Caldera y Rúnfríðr combina Rún, una palabra que significa "Secreto" o "Misterio" que está relacionado en Nórdico antiguo con "runa" y "escritura", y Fríðr, que significa "Paz".
En el texto no aparece el pronombre posesivo, la palabra "su" antes de "esposo". Öpir es un maestro cantero conocido por omitir los pronombres en algunas de sus inscripciones, por ejemplo las inscripciones de Uppland Fv1976 107 y U 984 en la Catedral de Upsala, U 984 en Ekeby, y las inscripciones rúnicas U 993 en Brunnby.

## Inscripción

### En caracteres latinos
h(u)(l)-a + lit + raisa stain + þina at kitilbiarn ' faþur ' sin + auk runfriþ ' at ' bonta ' auk ihulfastr ' riþ ' in ' ubiR

### EnNórdico antiguo
" lét reisa stein þenna at Ketilbjôrn, fôður sinn, ok Rúnfríðr at bónda, ok Ígulfastr réð, en Œpir. "

### En castellano
"Hylia(?) ha erigido esta piedra en memoria de Ketilbjôrn, su padre; y Rúnfríðr en memoria de (su) esposo, e Ígulfastr (lo) hizo, y Œpir."